# 1990 au Québec
Cet article traite des événements survenus en 1990 au Québec. 

## Événements

### Janvier
- 15 janvier : Martial Asselin est nommé lieutenant-gouverneur du Québec pour succéder à Gilles Lamontagne[1].
- 23 janvier : la proposition de Bill Vander Zalm pour sauver l'Accord du lac Meech est rendue publique. Elle suggère que le Canada ait "12 sociétés distinctes" (les 10 provinces et les 2 territoires). Bien qu'Ottawa se dise prêt à négocier, le gouvernement du Québec la rejette d'emblée[2].
- 30 janvier : la ville de Sault-Sainte-Marie en Ontario adopte une résolution se déclarant unilingue anglaise. Elle veut ainsi protester contre la loi 178 au Québec[3].

### Février
- 1er février : première du film Le Party réalisé par Pierre Falardeau[4].
- 6 février : vingt-sept municipalités ontariennes, dont Thunder Bay, se déclarent unilingues anglaises, à leur tour[5].
- 8 février : inauguration de l'insectarium de Montréal[6].
- 12 février : Phil Edmonston est élu député fédéral de Chambly. Il est le premier candidat néo-démocrate à remporter une victoire au Québec[7].

### Mars
- 11 mars : à la suite de l'adoption d'une résolution de la municipalité d'Oka d'agrandir le terrain de golf aux dépens de la pinède de Kanesatake, les Mohawks de l'endroit occupent le boisé en question et bloquent deux chemins menant à la ville. C'est le prélude à la crise d'Oka[8].
- 17 mars : Maurice Couture[9] et Jean-Claude Turcotte[10] deviennent archevêques de Québec et de Montréal. Ils succèdent respectivement à Louis-Albert Vachon et Paul Grégoire.
- 20 mars : le film Jésus de Montréal remporte 13 Prix Génie à Toronto[11].
- 21 mars : Frank McKenna du Nouveau-Brunswick fait connaître une proposition visant à amender l'Accord du lac Meech pour qu'il soit plus acceptable aux provinces anglophones. L'un des amendements propose l'obligation pour Ottawa de protéger la dualité linguistique dans chacune des provinces[12].
- 22 mars : malgré les réserves du Québec, Ottawa décide de créer un comité présidé par le ministre Jean Charest dans le but d'étudier la proposition McKenna[13].

### Avril
- 5 avril : Terre-Neuve retire officiellement son appui à l'accord du lac Meech[14].
- 6 avril : le PLQ crée un comité dirigé par Jean Allaire afin de préparer l'après-lac Meech[15].
- 11 avril : le juge Denys Dionne s'excuse finalement des propos qui avaient soulevé un tollé général en janvier 1989. Il avait alors déclaré: "Toute règle est faite, comme une femme, pour être violée"[16].
- 23 avril : 200 000 pneus brûlent dans le dépotoir de Sainte-Anne-des-Plaines. L'incendie serait d'origine criminelle[17].
- 26 avril : Gérard D. Lévesque rend public son quatrième budget. Le déficit prévu est de 1,8 milliard $ ; une surtaxe sur l'alcool et le tabac est annoncée; les allocations familiales passent à 6 000 $ à la naissance d'un troisième enfant. Les dépenses seront de 35,4 milliards $ et les revenus de 33,6 milliards $[18].

### Mai
- 1er mai : les policiers du Québec et de l'État de New York interviennent dans la réserve d'Akwesasne à la suite de l'assassinat de deux Mohawks. Ces crimes sont liés à l'établissement controversé d'un casino dans la réserve[19].
- 7 mai : le Parti Unité, un parti consacré les droits des anglo-québécois fusionne avec le Parti Égalité[20].
- 10 mai : Brian Mulroney se prononce en faveur d'un compromis sur le lac Meech[21].
- 16 mai : un nouvel incendie éclate dans un autre dépotoir à pneus, cette fois à Saint-Amable[22].
- 17 mai : le rapport Charest est déposé, endossant toute la proposition McKenna[23].
- 19 mai : Lucien Bouchard, en visite à Paris, envoie un télégramme pour saluer le Conseil national du Parti québécois à Alma et célébrer les « 10 ans d'un temps fort au Québec », faisant ainsi allusion au dixième anniversaire du référendum de 1980[24].
- 21 mai : de retour à Ottawa, Lucien Bouchard démissionne officiellement du cabinet Mulroney. Il reste député indépendant[25].
- 22 mai : le député conservateur Gilbert Chartrand annonce à son tour sa démission. "M. Lévesque, vous aviez raison", déclare-t-il à la Chambre des communes[26].
- 23 mai : Lucien Bouchard prononce un discours devant la Chambre de commerce de Montréal. Il est ovationné pendant 3 minutes - du jamais vu[27].

### Juin
- 3 au 8 juin : une conférence de la dernière chance se tient à Ottawa. Les premiers ministres parviennent à une entente pour sauver l'Accord du lac Meech. La notion de société distincte est préservée mais les provinces anglophones parviennent à faire endosser par le Québec certains amendements de la proposition McKenna[28].
- 12 juin : au Manitoba, la tentative de Gary Filmon de faire ratifier l'accord est bloquée par le député autochtone Elijah Harper, qui déplore que les autochtones du Canada n'aient pas été consultés[28].
- 22 juin : à Terre-Neuve, Clyde Wells renonce à faire ratifier l'entente. C'est la mort de l'Accord du lac Meech. À l'Assemblée nationale, Robert Bourassa déclare que le Québec sera toujours "une société distincte, libre et capable d'assumer son destin et son développement"[29].
- 23 juin : Jean Chrétien est élu chef du PLC. Jean Lapierre et Gilles Rocheleau claquent la porte du parti[30].
- 29 juin : Robert Bourassa et Jacques Parizeau s'entendent pour créer une commission parlementaire chargée de consulter les intervenants sur l'avenir constitutionnel et politique du Québec[31].

### Juillet
- 11 juillet : les Mohawks bloquent toujours le chemin d'Oka. Le raid effectué par la SQ pour les en déloger est un échec complet. Le caporal Marcel Lemay est tué pendant l'affrontement. Les Mohawks de Kahnawake bloquent le pont Mercier pour appuyer les revendications des Warriors de Kanesatake[32].
- 12 et 13 juillet : les pourparlers de John Ciaccia pour dénouer l'impasse sont un échec[33].
- 17 juillet : la SQ doit repousser un assaut de la population qui veut débloquer le pont Mercier[34].
- 25 juillet : fondation du Bloc québécois par Lucien Bouchard[35].

### Août
- 8 août : l'armée vient prêter main-forte à la SQ à Oka et Châteauguay. Alan B. Gold est nommé médiateur fédéral[36].
- 12 août : la violence éclate à Châteauguay où 400 manifestants affrontent les policiers de la SQ et de la GRC. Ceux-ci utilisent des gaz irritants pour les disperser[37].
- 13 août : Gilles Duceppe remporte l'élection partielle de Laurier-Sainte-Marie. Il est le premier député bloquiste élu[38].
- 22 août : Michel Bélanger et Jean Campeau présideront la commission parlementaire sur l'avenir constitutionnel du Québec[39].
- 30 août : Québec annonce la création d'une taxe de vente du Québec (TVQ) qui doit être harmonisée avec la taxe sur les produits et services (TPS) fédérale[40].

### Septembre
- 1er septembre : le pont Mercier est finalement débloqué[41].
- 3 septembre : encerclés par l'armée, les Mohawks sont maintenant confinés à la pinède d'Oka[42].
- 4 septembre : première du feuilleton télévisé Cormoran de Pierre Gauvreau racontant l'histoire d'un village du Bas-Saint-Laurent à la veille de la Seconde Guerre mondiale. Il met entre autres en vedette Raymond Legault, Nicole Leblanc, Katerine Mousseau et René Caron[43].
- 12 septembre : le ministre Yves Séguin démissionne afin de protester contre la création de la TVQ[44].
- 26 septembre : les Warriors acceptent finalement de se rendre. C'est la fin de la crise d'Oka[45].

### Octobre
- 5 octobre : Robert Bourassa annonce un remaniement ministériel. Claude Ryan devient ministre de la Sécurité publique et des Affaires municipales, Christos Sirros ministre délégué aux Affaires autochtones et Sam Elkas ministre des Transports[44].
- 18 octobre : première de la série télévisée Les Filles de Caleb réalisé par Fernand Dansereau avec Marina Orsini et Roy Dupuis. Elle raconte l'histoire amoureuse d'Émilie Bordeleau, une institutrice de campagne vivant en Mauricie au début du XXe siècle[46].
- 21 octobre : lors du Gala de l'ADISQ, Céline Dion refuse son trophée d'interprète anglophone de l'année[47].

### Novembre
- 1er novembre : Keith Spicer est nommé à la tête d'une commission fédérale chargée de sonder les Canadiens sur la façon dont ils voient l'avenir du pays[48].
- 5 novembre : début des audiences de la commission Bélanger-Campeau[44].
- 29 novembre : Claude Brochu devient le nouveau propriétaire des Expos de Montréal[49].

### Décembre
- 7 décembre : le ministre de la Santé, Marc-Yvan Côté, fait connaître sa réforme qui impose des frais aux bien nantis et met en place un ticket modérateur pour inciter les gens à ne plus se présenter aux urgences sans raison suffisante. Ottawa s'oppose à la réforme Côté[50].
- 8 décembre : Marguerite d'Youville est canonisée[51].
- 10 décembre : le chef du Parti libéral, Jean Chrétien remporte l'élection partielle de Beauséjour au Nouveau-Brunswick, face au néo-démocrate Guy Cormier[52].

## Naissances
- Madwa-Nika Cadet (avocate et femme politique)
- 6 janvier - Nicolas Deschamps  (joueur de hockey)
- 30 janvier - Maxime Sauvé (joueur de hockey) (née en France)
- 17 février - Marianne St-Gelais (patineuse)
- 18 février - Yann Sauvé (joueur de hockey)
- 12 mars - Mylène St-Sauveur (actrice)
- 13 mars - Klô Pelgag (chanteuse)
- 19 mars - Antoine Valois-Fortier (judoka)
- 28 mars - Philippe Cornet (joueur de hockey)
- 12 avril - Kevin Poulin (joueur de hockey)
- 7 mai - Julianne Côté (actrice)
- 31 mai - Gabriel Nadeau-Dubois (président d'une fédération étudiante puis homme politique)
- 20 septembre - Marilou (chanteuse)
- 23 septembre - Gabriel Bourque (joueur de hockey)
- 6 octobre - Gabriel Dumont  (joueur de hockey)
- 22 octobre - David Savard (joueur de hockey)
- 30 octobre - Catherine Brunet (actrice)
- 2 novembre - Jordan Caron (joueur de hockey)

## Décès
- 10 janvier - Lucien Hétu (musicien) (º 8 avril 1926)
- 24 mai
  - Léo Rivest (acteur) (º 2 décembre 1913)
  - Arthur Villeneuve (peintre) (º 4 janvier 1910)
- 7 juin - Marcel Cabay (scénariste) (º 10 décembre 1921)
- 6 juillet - Jean-Maurice Bailly (journaliste sportif) (º 20 mai 1920)
- 18 juillet - Gerry Boulet (chanteur) (º 1er mars 1946)
- 30 septembre - Alice Parizeau (Alicja Poznanska) (écrivaine, épouse de Jacques Parizeau) (º 25 juillet 1930)
- 6 novembre - Gérard Dion (enseignant) (º 5 décembre 1912)
- 25 novembre - Gaétan Labrèche (acteur) (º 15 janvier 1931)
- 7 décembre
  - Jean Duceppe (acteur) (º 25 octobre 1923)
  - Jean-Paul Lemieux (peintre) (º 18 novembre 1904)
- 24 décembre - Pierre Dagenais (acteur) (º 28 mai 1923)

### Articles généraux
- Chronologie de l'histoire du Québec (1982 à aujourd'hui)
- L'année 1990 dans le monde
- 1990 au Canada

### Articles sur l'année 1990 au Québec
- Accord du lac Meech
- Crise d'Oka
- Commission Bélanger-Campeau
- Liste des lauréats des prix Félix en 1990

## Sources et références
1. ↑  Michel David. Asselin, le prochain lieutenant-gouverneur du Québec. Le Soleil. 15 janvier 1990. p. A-1
2. ↑  Marie Tison, « Van Der Zalm préconise un Canada de 12 sociétés distinctes », Le Soleil,‎ 24 janvier 1990, A-10
3. ↑  Mario Fontaine. Sault-Sainte-Marie se déclare unilingue anglaise. La Presse. 31 janvier 1990. p. A-1
4. ↑  Bilan du Siècle
5. ↑  Pierre Duchesne. Jacques Parizeau tome 3. Québec-Amérique. 2004. p. 141
6. ↑  Bilan du Siècle
7. ↑  Mario Fontaine. Edmonston triomphe. Pour la première fois, le NPD fait élire un député au Québec. La Presse. 13 février 1990. p. A-1
8. ↑  Bilan du Siècle
9. ↑  Bilan du Siècle
10. ↑  Bilan du Siècle
11. ↑  Claude Daigneault. 13 Génies pour « Jésus de Montréal ». La Presse. 21 mars 1990. p. B-5
12. ↑  Michel Vastel. Lucien Bouchard en attendant la suite…. Lanctôt. 1996. p. 142
13. ↑  Maurice Jannard. Ottawa s'apprête à relancer l'offensive de la dernière chance. La Presse. 23 mars 1990. p. A-1
14. ↑  Idem, p. 143
15. ↑  La Presse canadienne, « Me Jean Allaire dirigera le comité du PLQ chargé de préparer l'après-lac Meech », La Presse,‎ 7 avril 1990, G-1
16. ↑  Lise Binsse, « Le juge Dionne s'excuse », La Presse,‎ 12 avril 1990, A-1, A-2
17. ↑  Bruno Bisson et Johan Eggers. Un dépotoir de pneus en feu. La Presse. 24 avril 1990. p. A-1
18. ↑  Denis Lessard. Québec surtaxe tabac et alcool; il taxera de 9 % la TPS fédérale. La Presse. 27 avril 1990. p. A-1
19. ↑  Bilan du Siècle
20. ↑  Sous la direction de Jean-Herman Guay, « Le Bilan du siècle : Le Parti Égalité », Université de Sherbrooke, consulté en avril 2014.
21. ↑  Mulroney plaide en faveur d'un compromis sur Meech. La Presse. 11 mai 1990. p. A-2
22. ↑  Bilan du Siècle
23. ↑  Denis Lessard. Des exigences inacceptables, réplique Bourassa au rapport sur le Lac Meech. La Presse. 18 mai 1990. p. A-1
24. ↑  Jacques Parizeau tome 3, p. 145
25. ↑  Lucien Bouchard en attendant la suite…, p. 149
26. ↑  Caucus conservateur. Gilbert Chartrand quitte en citant René Lévesque. Le Quotidien. p. 14
27. ↑  Lucien Bouchard, en attendant la suite..., p. 154
28. 1 2  Idem, p. 160
29. ↑  Idem, p. 161
30. ↑  Bilan du siècle
31. ↑  Jacques Parizeau tome 3, p. 156
32. ↑  Bruno Bisson, « Le raid d'Oka foire. Un policier abattu lors des affrontements. Les Mohawks érigent d'autres barricades », La Presse,‎ 12 juillet 1990, A-1, A-2
33. ↑  Claude Lortie et Bruno Bisson, « Pour Ciaccia, la position des Mohawks est claire; à Ottawa d'agir », La Presse,‎ 14 juillet 1990, A-1, A-2
34. ↑  Pierre Bellemare, « La police repousse un premier assaut contre le pont Mercier », La Presse,‎ 18 juillet 1990, A-1, A-2
35. ↑  Gilles Gauthier, « "Bloc québécois": c'est officiel », La Presse,‎ 25 juillet 1990, A-1, A-2
36. ↑  Maurice Jammar et André Pépin, « L'armée vient prêter main-forte à la SQ », La Presse,‎ 9 août 1990, A-1, A-2
37. ↑  Raymond Gervais, « La violence éclate à Châteauguay », La Presse,‎ 13 août 1990, A-1, A-2
38. ↑  Élection partielle dans la circonscription fédérale Laurier-Sainte-Marie
39. ↑  Gilles Normand. Bourassa et Parizeau optent pour une direction bicéphale. La Presse. 23 août 1990. p. A-1
40. ↑  Annonce de l'harmonisation de la Taxe de vente du Québec avec la Taxe fédérale sur les produits et les services
41. ↑  Raymond Gervais, « L'armée contrôle le pont Mercier », La Presse,‎ 2 septembre 1990, A-3
42. ↑  Martin Pelchat et Jean-Paul Charbonneau, « Les Warriors sont pris en souricière », La Presse,‎ 4 septembre 1990, A-1, A-2
43. ↑  Bilan du Siècle
44. 1 2 3  « Chronologie parlementaire 1989-1990 » (consulté le 27 mai 2009)
45. ↑  Bruno Bisson, Marie-Claude Lortie et Jean-Paul Charbonneau, « Oka: c'est fini. Les Warriors se rendent dans la confusion la plus totale », La Presse,‎ 27 septembre 1990, A-1, A-2
46. ↑  Bilan du Siècle
47. ↑  Voir l'article Liste des lauréats des prix Félix en 1990
48. ↑  Gilles Paquin. Keith Spicer à la tête du groupe chargé de sonder les Canadiens. La Presse. 2 novembre 1990. p. A-1
49. ↑  Michel Lajeunesse. L'avenir des Expos à Montréal est assuré. Le Devoir. 30 novembre 1990. p. A-1
50. ↑  Denis Lessard, « Québec s'attaque à la gratuité des soins », La Presse,‎ 8 décembre 1990, A-1, A-1
51. ↑  Jules Béliveau, « Marguerite d'Youville: enfin l'apothéose! », La Presse,‎ 9 décembre 1990, A-2
52. ↑  Bilan du Siècle